# Luiz Phellype
Luiz Phellype Luciano Silva (nascido a 27 de Setembro de 1993) é um futebolista brasileiro que atua como centroavante. Atualmente, joga pelo Shonan Bellmare.

## Carreira
Luiz Phellype fez sua estreia profissional com o Standard Liége em dezembro de 2012, alguns meses depois de chegar à Primeira Divisão da Bélgica, vindo do Desportivo Brasil. Depois de duas temporadas e meia a jogar pelo Paços de Ferreira, a 24 de dezembro de 2018, Luiz Phellype assinou com o gigante português Sporting CP, com os jogadores Rafael Barbosa e Elves Baldé a irem para o lado oposto, por empréstimo. Ele marcou o seu primeiro golo pelo Sporting numa vitória fora de casa por 3–1 contra o GD Chaves.

## Títulos
Paços de Ferreira
- Segunda Liga: 2018-19

Sporting
- Taça da Liga: 2018–19, 2020–21
- Taça de Portugal: 2018–19
- Campeonato Português: 2020–21